# Tatarsk, Smolensk-regionen
För orten Tatarsk i Novosibirsk-regionen, se Tatarsk.

Tatarsk, Smolensk-regionen (ryska Татарск, Смоленская область), är en by i rayonen Monastyrsjtjiskij (ryska Монастырщинский) i Smolensk oblast. Befolkningen uppgick år 2007 till 332 personer. Idag saknar den förfallna byn gator och husnummer.
Byn är känd åtminstone sedan 1500-talet som staden Tatarskaja Sloboda (ryska Татарская слобода). Den var det polsk-litauiska samväldets östra gränsutpost och befolkad av krimtatarer. Den svenska härens ryska fälttåg på väg från Bolsjie Starysji nådde byn den 12 september 1708. Bristen på förnödenheter förmådde den svenska krigsledningen att avbryta marschen mot Moskva. Hären bröt upp den 15 september och marscherade söderut genom Severien. I byn har rests ett monument över 1 000 judar som dödades av tyskarna i Andra världskriget.